# オープニングビデオ
オープニングビデオは、結婚披露宴の入場前に上映される映像。

## 概要
プロフィールビデオとさほど内容は変わらないが、結婚式の始まりを告げる役割であるビデオの為このような呼ばれ方をしている。最近の結婚披露宴では定番演出の一つになった。